# Kongres Narodowy Palau
Kongres Narodowy Palau (Olbiil era Kelulau) – dwuizbowy parlament (organ władzy ustawodawczej) Palau. Składa się z Izby Przedstawicieli (izba niższa) oraz Senatu (izba wyższa). Siedzibą Kongresu Narodowego jest Melekeok.
Izba Przedstawicieli składa się z 16 członków, a Senat z 9 senatorów. Członkowie obu izb wybierani są na czteroletnie kadencje w wyborach powszechnych. W Kongresie Narodowym nie są reprezentowane żadne partie polityczne.
Obecnie (2010) trwa ósma kadencja Kongresu Narodowego Palau. Poprzednie kadencje:
1. kadencja 1981-1984
2. kadencja 1985-1988
3. kadencja 1989-1992
4. kadencja 1993-1996
5. kadencja 1997-2000
6. kadencja 2001-2004
7. kadencja 2005-2008
8. kadencja 2009-2012

## Biblioteka Kongresu Palau
Biblioteka Kongresu Palau, znajdująca się w budynku Kongresu Narodowego, została utworzona 18 sierpnia 1981 roku. W swoich zbiorach posiada kilka tysięcy woluminów. Biblioteka jest członkiem Międzynarodowej Federacji Stowarzyszeń i Instytucji Bibliotekarskich. Zatrudnia 2 zawodowych bibliotekarzy.